# Соколов, Сергей Вадимович
Серге́й Вади́мович Соколо́в (12 марта 1977, Ставрополь, РСФСР, СССР) — российский и азербайджанский футболист, защитник. Игрок сборной Азербайджана.

## Карьера
Воспитанник СДЮШОР «Динамо» (Ставрополь). Начал выступления в дублирующем составе «Динамо». В 1997 году перешёл в клуб «Локомотив» Минеральные Воды, выступавший в зоне «Юг» третьего дивизиона, в первый же сезон вышел во второй дивизион, в котором провёл один сезон. С 2000 по 2002 год выступал за клуб «Спартак‑Кавказтрансгаз». Затем два сезона играл за «Океан» Находка. В 2005 году уехал в Азербайджан, в клуб «Гянджа». Провёл один сезон и перешёл в клуб «Карабах» Агдам, за который провёл один сезон и был вызван в сборную Азербайджана. В том же году он был дисквалифицирован УЕФА на 18 месяцев, после того, как допинг-тест, взятый после матче отборочного турнира к Евро 2008, дал положительный результат на бетаметазол. Сам футболист объяснил, что в больнице, куда он обратился по поводу болезни спины, ему были сделаны два укола, облегчившие боль. После завершения срока дисквалификации перешёл в клуб «Симург», а затем вернулся в состав сборной Азербайджана. В сезонах 2009/10 — 2011/12 сыграл только 12 игр за «Габалу». В 2012—2016 годах выступал на любительском уровне за клуб «Электроавтоматика» Ставрополь.

## Достижения
- Обладатель Кубка Азербайджана: 2006